# 小林治 (1964年生のアニメ演出家)
小林 治（こばやし おさむ、1964年1月10日 - 2021年4月17日）は、東京都出身のイラストレーター、メカニックデザイナー、アニメーション演出家、アニメーション監督。小林誠は実兄。
同業のアニメーターの小林治（1945年生）とは同姓同名の別人である。

## 人物・経歴
高等学校卒業後、デザイナーや漫画家の仕事をしていたが、1997年のコンピュータRPG『グランディア』への参加を期に、ゲームやアニメーションの分野に主な活動の場を移す。
アニメ監督としては『BECK』や『Paradise Kiss』などの作品で知られ、無名時代のりょーちも、沓名健一ら若手アニメーターを積極起用するなど、型にはまらない作品を志向していた。独特のこだわりが詰まった絵柄やハードボイルドで奔放な色使いで根強いファンを獲得した。
伝説のアニメーター・金田伊功のファンクラブを主催するなど、ファンとして古き良きアニメへの愛を持つ一方で、定期的にトークイベント「コバヤシオサムのアニメ道（みち）」を主催するなど、業界関係者やファンとの交流を大切にしていた。
前述の通り同業の小林治とは無関係だが、彼が興したアニメスタジオ・亜細亜堂制作のアニメ『かいけつゾロリ』にエンディングアニメーションとして参加した際、映像を見た同業の青木悠三が勘違いして「今でもこんな新しいものを作れるんだ」と絶賛したという出来事があった。
ロックバンドにも造詣が深く、SUNDAYSらと親交がある。
2021年4月17日、腎臓癌により死去。2年前から闘病していた。57歳没。

## 主な参加作品

### アニメ
- ドラゴンズヘブン（1988年） メカニックデザイン・原画
- ヴイナス戦記（1989年） メカクリーンナップ
- 青の6号（1998年） 美術デザイン・設定
- table&fishman（2002年） 監督 ※初監督作品 短編集「デジタルジュース」に収録
- End of the world（2002年） 監督 DVDマガジン「Grasshoppa! Vol.2」に収録
- GAD GUARD（2003年） セットデザイン・原図作画監督・絵コンテ・演出・原画・エンディングアニメーション
- かいけつゾロリ（2004年） EDアニメーション
- BECK（2004年） 監督・シリーズ構成・脚本・キャラクターデザイン・絵コンテ・演出・原画
- ゾイドジェネシス（2005年） ディガルドコンセプトデザイン
- Paradise Kiss（2005年） 監督・シリーズ構成・脚本・絵コンテ・演出・原画
- ケモノヅメ（2006年） 絵コンテ・演出・作画監督・原画
- 天元突破グレンラガン（2007年） 第4話絵コンテ・演出・作画監督・原画
- 三茶ブルース（2007年） 監督 ※NHK『アニ＊クリ15』
- 魔法遣いに大切なこと 〜夏のソラ〜（2008年） 監督・絵コンテ・演出・作画監督
- はなまる幼稚園（2010年） 第7話EDアニメーションスペシャル演出・作画
- パンティ&ストッキングwithガーターベルト（2010年） 第5話設定・演出・絵コンテ・原画
- テガミバチ REVERSE（2010年） ED2イラストレーション
- ダンタリアンの書架（2011年） #9（第十一話）絵コンテ・演出
- THE LAST -NARUTO THE MOVIE-（2014年） イメージボード
- 牙狼 -紅蓮ノ月-（2015年） 絵コンテ
- ルパン三世 PART IV（2015年） 絵コンテ・演出
- NARUTO -ナルト- 疾風伝（2016年） 監督（第480話 - 第483話）・構成（第480話 - 第483話）・脚本・絵コンテ・演出・原画
- 25th Anniversary マジック:ザ・ギャザリング展 短編アニメーション（2018年）監督
- どろろ（2019年）絵コンテ・演出・EDアニメーション
- 臨死!!江古田ちゃん（2019年） 監督・脚本・絵コンテ・原画・動画・仕上げ・色彩・背景・編集・音響監督（第11話）

### ゲーム
- グランディア（1997年） 世界設定デザイン
- 神機世界エヴォリューション（1999年） 世界設定・メカデザイン・デモ演出
- ガングレイヴ（2002年） 美術デザイン・メカニックデザイン・ステージコンセプトデザイン

## 書籍

### 作品集
- 『ONE NIGHT CITY ワン・ナイト・シティ』[注 1]（ふゅーじょんぷろだくと、1987年発売）
- 『ONE NIGHT CITY － 小林治ART WORKS』[注 2]（復刊ドットコム、2014年6月21日発売）ISBN 978-4-83-545086-5